# Synagoge (Neuleiningen)
Die Synagoge Neuleiningen im rheinland-pfälzischen Landkreis Bad Dürkheim wurde 1822 in der heutigen Mittelgasse 46 errichtet. 1902 wurde sie von der politischen Gemeinde Neuleiningen ersteigert und zum heute noch genutzten Rathaus umgebaut.

## Zum Standort der Synagoge
Bis in die 2000er Jahre hinein wurde angenommen, dass es sich bei der Synagoge um die benachbarte Kreuzkirche Neuleiningen der protestantischen Kirchengemeinde Sausenheim-Neuleinigen handelt. Neue Erkenntnisse zeigten aber, dass dies nicht zutrifft. Die Synagoge befand sich tatsächlich in dem 1902 von der politischen Gemeinde erworbenen und zum Rathaus umgebauten Gebäude in der heutigen Mittelgasse 46.

## Geschichte
1822 erwarb die Kultusgemeinde das Gebäude in der Mittelgasse 73 (heutige Mittelgasse 46) und baute dieses zur Synagoge um. Davor gab es in Neuleiningen einen Betsaal. Nachdem die Gemeinde 1900 wegen der zu geringen Mitgliederzahl aufgelöst worden war, wurde das Gebäude 1902 versteigert und kam in den Besitz der politischen Gemeinde. Diese baute das Gebäude zum noch heute genutzten Rathaus um.

## Gebäude
Es handelte sich um ein zweigeschossiges, traufständiges Gebäude mit abgewalmten Satteldach. Auf der Straßenseite verfügt es über drei hohe Rundbogenfenster sowie an einem zurückspringenden Gebäudeteil über zwei übereinanderliegende Rechteckfenster. Rechts der drei Rundbogenfenster befand sich eine doppeltürige Eingangspforte unter einem Rundbogen. Rechts der Rundbogenfenster (vor dem zurückspringenden Gebäudeteil) befand sich eine rechteckige Eingangstür. Darüber, in Höhe der Rundbögen der drei Fenster, ist ein kleines Rundfenster. Die linke Giebelseite verfügte über vier einfache Rechteckfenster. Oben im Giebel befand sich ein weiteres kleines Rundfenster. Neben dem Betsaal befanden sich in dem Gebäude eine Mikwe und die Religionsschule.

## Jüdische Gemeinde Neuleiningen
Die jüdische Gemeinde Neuleiningen gehörte zum Bezirksrabbinat Frankenthal. Ihre Wurzeln reichen bis in das 14. Jahrhundert zurück. Sie bestand bis ins Jahr 1900.